# Mărăcineni (Argeș)
Mărăcineni è un comune della Romania di 4 927 abitanti, ubicato nel distretto di Argeș, nella regione storica della Muntenia.